# ناحیه اکو، شهرستان یلو مدیسن، مینه سوتا
ناحیه اکو (به انگلیسی: Echo Township) یک منطقهٔ مسکونی در ایالات متحده آمریکا است که در شهرستان یلو مدیسن، مینه‌سوتا واقع شده‌است.
 ناحیه اکو ۹۱٫۸ کیلومتر مربع مساحت و ۱۷۹ نفر جمعیت دارد و ۳۲۵ متر بالاتر از سطح دریا واقع شده‌است.